# Richard York
Richard York (Birmingham, 25 aprile 1889 – Birmingham, 9 dicembre 1969) è stato un calciatore inglese, di ruolo centrocampista.

## Carriera
Ala, ha collezionato più di 200 presenze con la maglia dell'Aston Villa.

## Palmarès
- Coppa d'Inghilterra: 1

Aston Villa: 1919-1920